# La Bouille
La Bouille ist eine französische Gemeinde mit 710 Einwohnern (Stand: 1. Januar 2022) im Département Seine-Maritime in der Region Normandie. La Bouille gehört zum Arrondissement Rouen und ist Teil des Kantons Elbeuf (bis 2015: Kanton Grand-Couronne). 

## Lage
La Bouille liegt etwa 15 Kilometer südwestlich von Rouen an der Seine. Umgeben wird La Bouille von den Nachbargemeinden Sahurs im Norden und Nordosten, Moulineaux im Osten und Südosten, Saint-Ouen-de-Thouberville im Süden und Südwesten sowie Caumont im Westen und Nordwesten.

## Einwohnerentwicklung
| 1962                      | 1968 | 1975 | 1982 | 1990 | 1999 | 2006 | 2013 | 2020 |
| ------------------------- | ---- | ---- | ---- | ---- | ---- | ---- | ---- | ---- |
| 661                       | 611  | 661  | 550  | 862  | 791  | 805  | 778  | 707  |
| Quelle: Cassini und INSEE |      |      |      |      |      |      |      |      |

## Sehenswürdigkeiten
- Kirche Sainte-Marie-Madeleine aus dem 16. Jahrhundert
- Salzlagerhaus aus dem 16. Jahrhundert

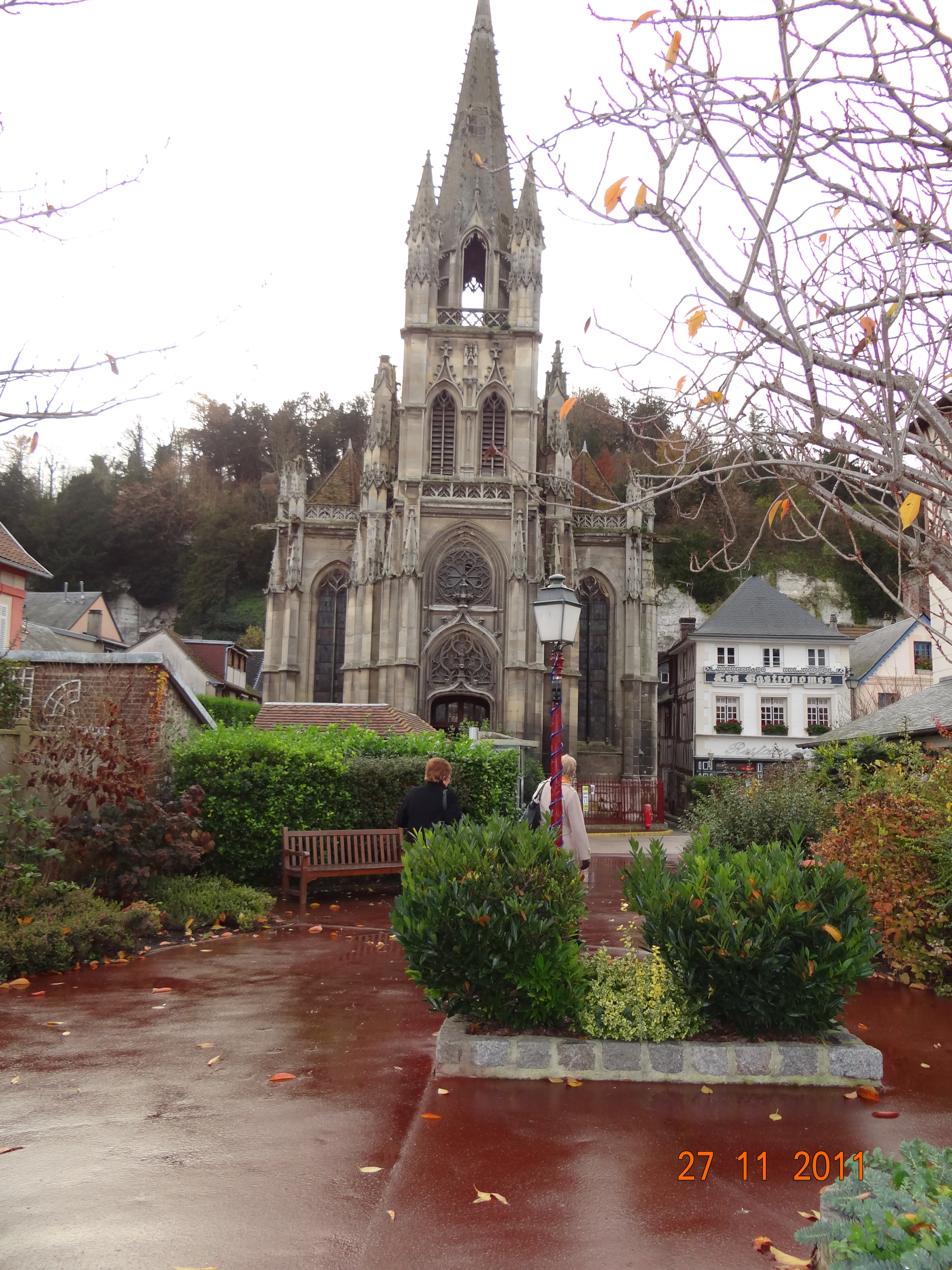
Kirche Sainte-Marie-Madeleine

- Schloss des Albert Lambert
- Schloss aus dem 17. Jahrhundert

## Persönlichkeiten
- Michel Joseph Napoléon Liénard (1810–1870), Maler
- Hector Malot (1830–1907), Schriftsteller